# Holden
|  | Per a altres significats, vegeu «Holden (desambiguació)». |

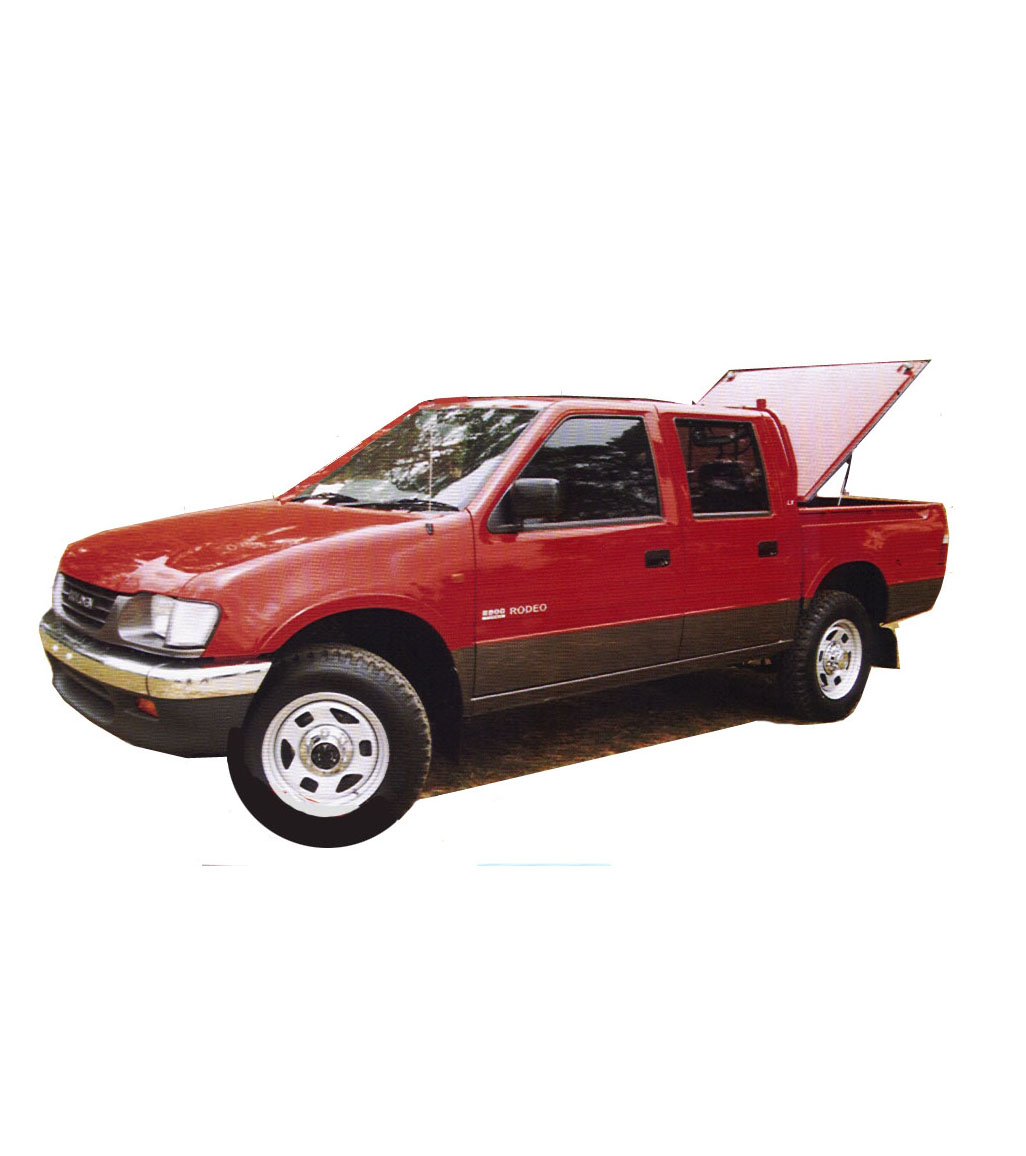
2006 Holden Rodeo

Holden és un fabricant d'automòbils australià establert a Melbourne. Originalment independent, ara és subsidari de General Motors. Mentre que alguns dels seus automòbils anteriors estaven basats en models d'Opel, ara molts d'ells són versions locals de models de Daewoo i Pontiac.

## Història
El 1852, James Alexander Holden va emigrar a Austràlia Meridional des de Walsall, Anglaterra, i el 1856 va establir J. A. Holden & Co., un negoci de guarnicioneria a Adelaida.
L'any 1908 es va traslladar al camp de l'automoció. Es va convertir en una subsidiària de General Motors (GM) amb seu als Estats Units l'any 1931, quan l'empresa va passar a anomenar-se General Motors-Holden's Ltd. Va ser rebatejada com a Holden Ltd el 1998, adoptant el nom de GM Holden Ltd el 2005.
En el passat, Holden ha ofert models dissenyats amb insígnia a causa d'acords compartits amb Chevrolet, Isuzu, Nissan, Opel, Suzuki, Toyota i Vauxhall Motors. En anys anteriors, la línia de vehicles consistia en models de GM Korea, GM Tailàndia, GM Amèrica del Nord i models de desenvolupament propi com Holden Commodore, Holden Caprice i Holden Ute. Holden també va distribuir la marca europea Opel a Austràlia el 2012 fins a la seva desaparició a Austràlia a mitjans de 2013.
Holden va tenir breument la propietat de plantes de muntatge a Nova Zelanda a principis dels anys noranta. Les plantes havien format part de General Motors des de 1926 fins a 1990 en una operació anterior i força separada de la inversió de GM Holden a Austràlia. Del 1994 al 2017, tots els vehicles Holden de fabricació australiana es van fabricar a Elizabeth, Austràlia Meridional, i els motors es van produir a la planta de Fishermans Bend a Melbourne. Històricament, les plantes de producció o muntatge funcionaven a tots els estats continentals d'Austràlia. La consolidació del muntatge final a Elizabeth es va completar el 1988, però algunes operacions de muntatge van continuar a Dandenong, Victoria fins al 1994.
Tot i que la participació de Holden en les exportacions ha fluctuat des de la dècada de 1950, la disminució de les vendes de cotxes sedans grans a Austràlia va portar la companyia a buscar els mercats internacionals per augmentar la rendibilitat [quan?]. A partir de 2010, Holden va patir pèrdues a causa del fort dòlar australià i reduccions de subvencions i subvencions governamentals. Això va portar a l'anunci, l'11 de desembre de 2013, que Holden deixaria de produir vehicles i motors a finals de 2017. El 20 d'octubre de 2017, l'última planta de vehicles existent, ubicada a Elizabeth, es va tancar quan va acabar la producció del Holden Commodore. El 17 de febrer de 2020, General Motors va anunciar que la marca Holden es retiraria el 2021. Ha estat substituït per GM Specialty Vehicles (GMSV), que importa el Chevrolet Silverado i també importarà el Chevrolet Corvette.

## Models

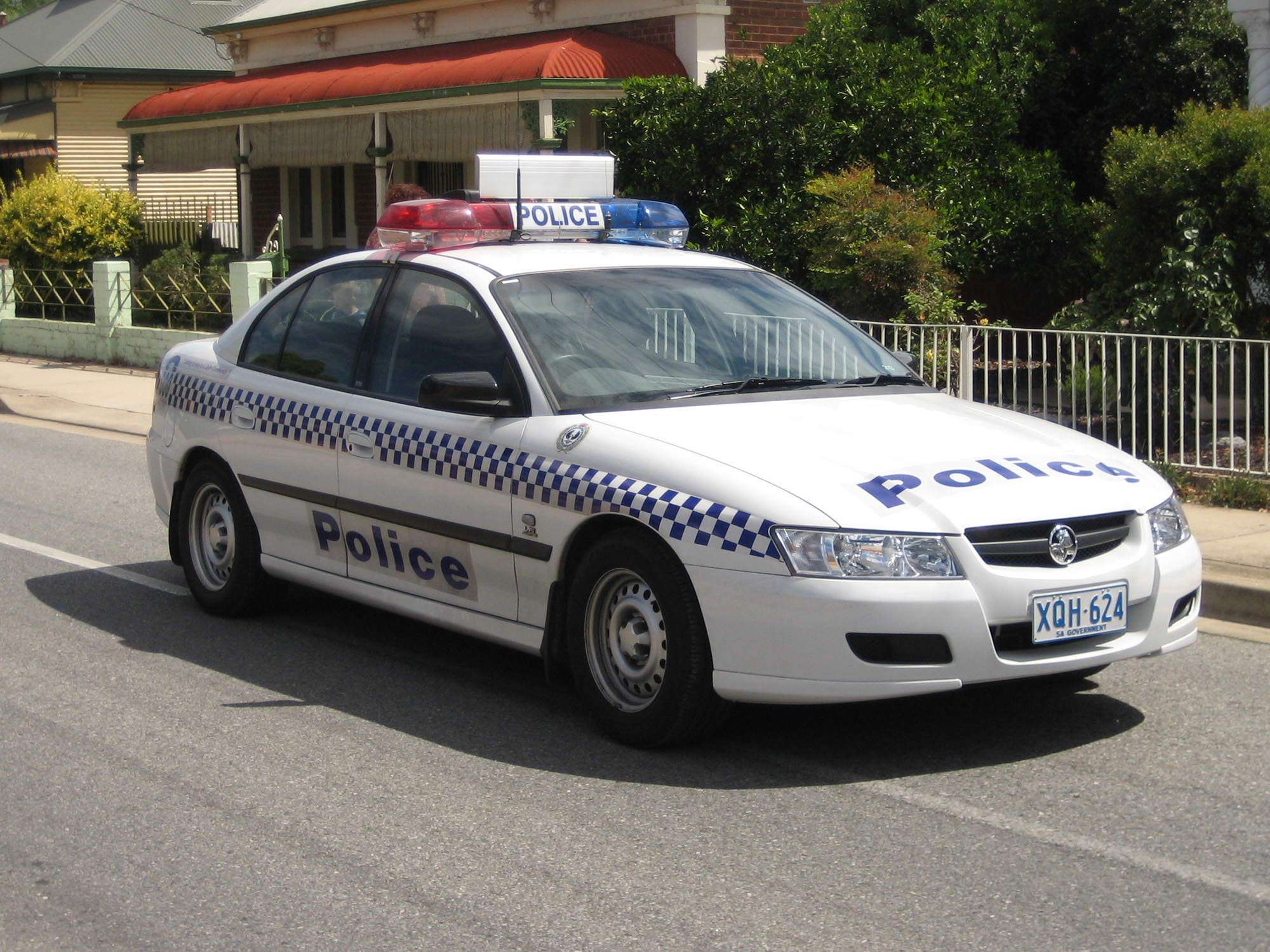
Holden Commodore VZ - de la Policia Australiana

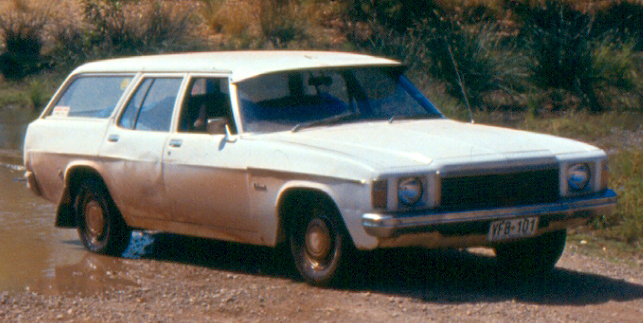
Holden Belmont

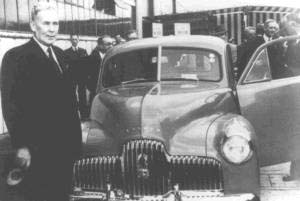
El primer auto Holden FX 48 el Novembre de 1948 pel Primer Ministre Ben Chifley

- Holden FX 48 (1948)
- Holden FX 215 (1948)
- Holden FJ (1954)
- Holden FE (1956)
- Holden Belmont
- Holden Torana (1969)
- Holden HT (1969)
- Holden HG (1969)
- Holden HQ (1969)
- Holden Monaro (1969)
- Holden HZ (1977)
- Holden Gemini (1977)
- Holden Commodore (1978)
- Holden Camira (1982)
- Holden Barina (1987)
- Holden Nova (1989)
- Holden Apollo (1989)
- Holden Kingswood
- Holden Zafira
- Holden Combo
- Holden Jackaroo
- Holden Astra
- Holden Viva (2006)
- Holden Rodeo